# Киприно (Свердловская область)
Киприно — село в Невьянском районе Свердловской области России. Входит в Невьянский муниципальный округ. Ранее было центром Кипринского сельсовета Невьянского района.

## География
Село Киприно расположено вдоль левого берега реки Сап (левого притока реки Реж), при впадении в неё реки Пашковки. Киприно находится возле автодороги местного значения Невьянск — Реж, к северу от Екатеринбурга, к юго-востоку от Нижнего Тагила, в 31 километре по прямой и в 38 километрах по дороге к востоку от районного центра — города Невьянска. Село расположено на ровной местности, покрытой кругом полями и небольшими перелесками.
Соседние населённые пункты: сёла Аятское и Конёво и деревни Корелы и Гашени.

## История села
В XIX веке село входило в состав Аятской волости Екатеринбургского уезда Пермской губернии. В 1869 году в деревне Киприной имелись православные церковь и часовня. Согласно подворной переписи 1887 года, население села составляло 743 жителя (362 мужчины и 381 женщина), проживавших в 157 дворах. Грамотными были только 28 мужчин и 4 женщины, учащихся — 20. В 1900 году в Кипринском приходе, куда также входила деревня Корелы в двух верстах от села, насчитывалось 813 мужчин, среди них 17 человек — старообрядцы. В селе была открыта церковно-приходская школа. Главным занятием в начале XX века сельчан было хлебопашество. В селе имелось семь промышленных заведений.

## Сретенская церковь
21 декабря 1881 года была освящена церковь в честь Сретения Господня. Церковь каменная, однопрестольная. В 1934 году был запрещён колокольный звон, а в 1938 году церковь была закрыта. В советское время была снесена колокольня. В настоящее время храм законсервирован, не восстанавливается.

## Инфраструктура
В селе есть небольшой клуб (перенесён в здание школы), малокомплектная школа (закрыта) и детский сад, фельдшерский пункт, опорный пункт полиции и три продуктовых магазина. Добраться до села можно на автобусе из Невьянска или Режа.

## Население
По данным Всероссийской переписи населения 2010 года, в Киприно проживали 325 человек, из них 150 мужчин и 175 женщин. По данным 
переписи населения 2002 года, русские составляли 94 % от общего числа сельчан.
Долговременная динамика численности населения:
| Численность населения | Численность населения | Численность населения | Численность населения | Численность населения | Численность населения | Численность населения | Численность населения | Численность населения | Численность населения | Численность населения | Численность населения |
| 1858                  | 1869                  | 1887                  | 1926                  | 1937                  | 1939                  | 1959                  | 1970                  | 1979                  | 1989                  | 2002                  | 2010                  |
| --------------------- | --------------------- | --------------------- | --------------------- | --------------------- | --------------------- | --------------------- | --------------------- | --------------------- | --------------------- | --------------------- | --------------------- |
| 602                   | 647                   | 743                   | 953                   | н/д                   | н/д                   | н/д                   | н/д                   | н/д                   | н/д                   | 323                   | 325                   |